# Wereldkampioenschappen triatlon lange afstand 1995
Het Wereldkampioenschap triatlon lange afstand 1995 vond plaats op 1 oktober 1995 in het Franse Nice. De wedstrijd ging over 4 km zwemmen, 120 km fietsen en 32 km hardlopen. Bij de mannen ging de overwinning naar de Brit Simon Lessing, die in 5:46.17 over de finish kwam. De Nieuw-Zeelandse Jenny Rose schreef de wedstrijd op haar naam in 6:28.43. Hiermee had zij meer dan een tien minuten voorsprong op de nummer twee Ute Schaefer uit Duitsland.

## Uitslagen

### Mannen
| rang   | naam               | land | tijd     |
| ------ | ------------------ | ---- | -------- |
| Goud   | Simon Lessing      | GBR  | 05:46.17 |
| Zilver | Luc Van Lierde     | BEL  | 05:48.23 |
| Brons  | Peter Reid         | CAN  | 05:51.17 |
| 4      | Philippe Methlon   | FRA  | 05:52.03 |
| 5      | Christoph Mauch    | SUI  | 05:52.21 |
| 6      | Eric Lacaze        | FRA  | 05:53.31 |
| 7      | Yves Cordier       | FRA  | 05:54.13 |
| 8      | Olivier Bernhard   | SUI  | 05:54.48 |
| 9      | Eimert Vanderbosch | NED  | 05:57.05 |
| 10     | Olaf Rennicke      | GER  | 05:58.44 |

### Vrouwen
| rang   | naam               | land | tijd     |
| ------ | ------------------ | ---- | -------- |
| Goud   | Jenny Rose         | NZL  | 06:28.43 |
| Zilver | Ute Schaefer       | GER  | 06:39.58 |
| Brons  | Ines Estedt        | GER  | 06:41.13 |
| 4      | Lauren Alexander   | USA  | 06:43.51 |
| 5      | Serra Boned        | ESP  | 06:44.15 |
| 6      | Anne Marie Rouchon | FRA  | 06:44.22 |
| 7      | Katinka Wiltenburg | NED  | 06:47.34 |
| 8      | Marcia Ferreira    | BRA  | 06:52.36 |
| 9      | Helene Salomon     | FRA  | 06:52.41 |
| 10     | Lydie Reuze        | FRA  | 06:54.19 |